# 原理研究会
原理研究会（げんりけんきゅうかい、Collegiate Association for the Research of Principles、大学における原理研究会、CARP）とは、世界平和統一家庭連合の総裁、文鮮明が提唱した「統一原理」を研究する非営利団体。略して「原研」、「原理研」または英名の略称で「カープ」と呼ばれることも多い。

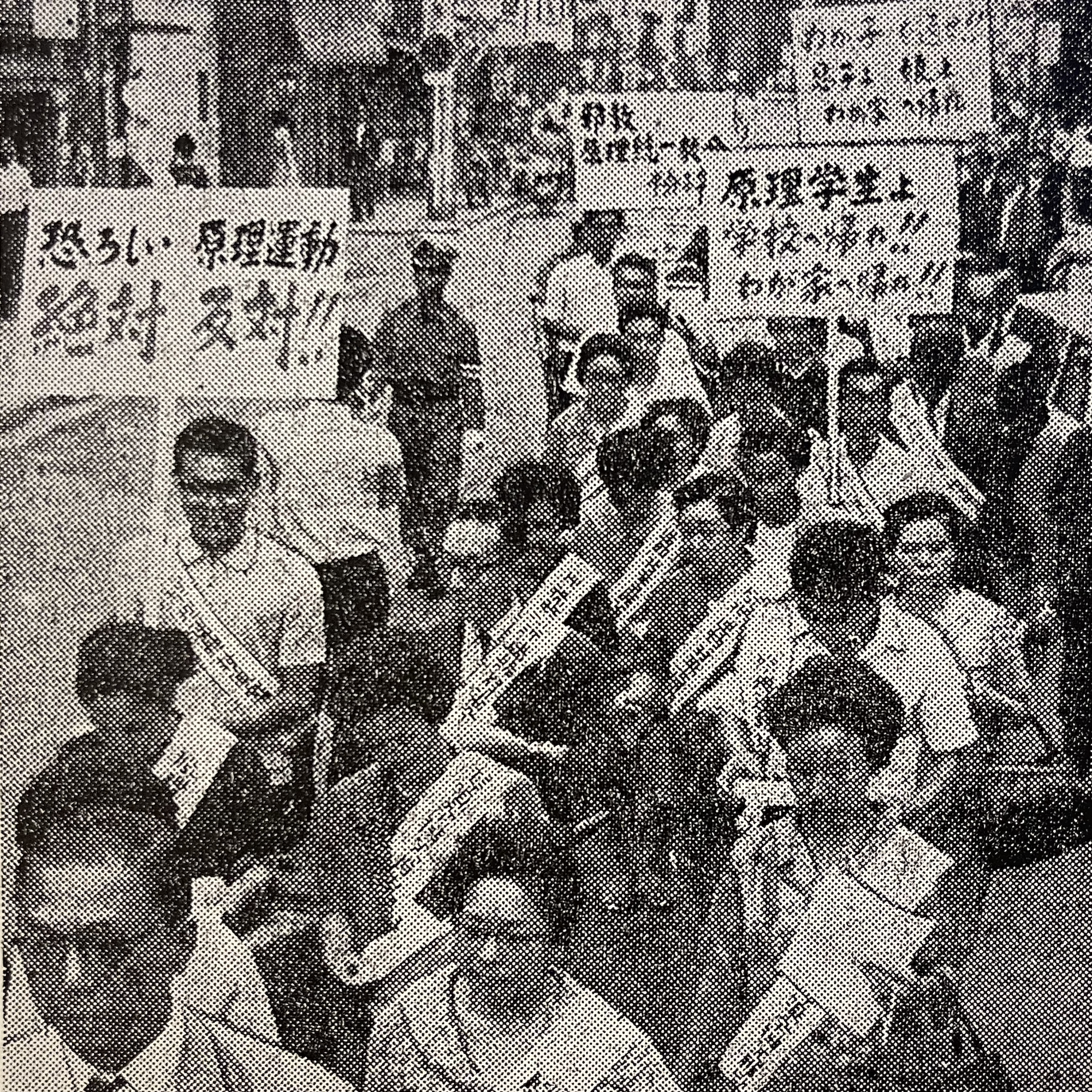
反対デモ中の被害者団体"原理運動対策全国父母の会"

厳密には個々の大学にある原理研究会という統一教会系の学生サークルの連合体である。現在は、個々の大学または大学周辺地域の学生サークル活動として統一原理にある「為に生きる」という理念を基に、ボランティアなどの地域貢献活動を行っている。また、「学生新聞」の活動を通して勧誘するケースもあった。「大学公認」「学内のオピニオンリーダー」と表示するのも特徴の一つである。

## 概要
発足直後の1960年代以降に社会問題になり、複数の事件・訴訟が発生した。原理研に加入した学生は学業を放棄して活動に熱中し、帰宅せず教団関連施設に泊まり続けるようになった。さらには親に「金を出さなければ親子の縁を切る」「遺産の前渡しだ」などと寄付金を要求し、要求が受け入れられないと断食をしたり、「サタン」と親を罵ったり、「殉教する」と自殺をほのめかしたりと、異常な言動をするようになり、「家庭破壊」の被害が続出した。原理研の活動は、路上での布教や募金活動を不眠不休で行うなどの重労働で、過労で入院する学生も多かったという。原理研の運動が盛んだった早稲田大学では、大学側は学生に対し学業に復帰するように要請するも、布教に専念するために退学に至る学生も現れた。
学生の中には精神異常に陥る者も少なくなかったとされ、1969年に教団に入信した宮城学院女子大学の学生は、両親を「汚れている、サタンだ」と罵る様になり、そのうち幻聴、幻覚と見られる症状が見られるようになった。彼女はたびたび錯乱状態に陥り両親はそのたびに精神科に入院させた。彼女のグループの同世代の女性信者には入水自殺するものもいたという。原理研による家庭崩壊の被害に遭った親らは、「原理運動対策全国父母の会」を結成、渋谷にある統一教会本部前で「わが子を家庭、学校に返せ」などのプラカードを掲げてデモ行進を行った。当時の父母の会が、日本弁護士連合会人権擁護委員会に提出した調査統計によると、全国119名の調査対象者のうち、行方不明は32人、死亡者は3人、精神異常は49人、家出状態は90人に達していた。この統計は調査表に回答した分のみであり、父母の会が把握している被害者はさらに多いとされた。
このような異常状態に陥る学生が多発していた背景には、修練会での激しい教義の叩き込みがあった。1975年2月に『東京新聞』に掲載された元信者(25)の手記には、教団の教典『原理講論』の堕落論を説かれた時に、体に衝撃波が走り、講師の声が天の声のように降り注いだかのような感覚に襲われたと記されている。彼女が誘った知人は錯乱状態に陥り、大声を張り上げ、裸足で修練場から走り出した。
修練会では、数週間にわたって拘束され、人間は罪の塊であると叩き込まれ、罪の意識を植え付けるように徹底される。このために講師が熱弁を振るい、断食をさせた上で、深夜まで祈祷もさせる。その上で救いの手段として、再臨のメシアに清められた神の子にならなければならない、神の子同士が結婚をして、神の子を産み、理想の社会を作らなければならない、と教え込む。人間を恐怖で限界まで追い込み、各種の手法で脳機能を低下させた上で、特定の暗示を植え付ける修練会での手法は「洗脳」の典型とされる。
原理研究会は国会でも問題視され、1977年2月7日の衆議院決算委員会で石橋政嗣が、当時の総理大臣であった自民党福田赳夫に対し、「原理運動被害者父母の会」が内容証明で請願書を送付したことに触れている。
現在でも多くの大学は「原理研究会」への注意喚起を公式に発信している。上智大学は「巧妙な手段を使ってキリスト教の学校や諸機関にまぎれこみ、騙された人を引きずりこんで、あちこちに被害が出ています」としており、青山学院大学は「サークルのふりをした危険な宗教団体」として、一般的なキリスト教の教えと大きな隔たりがあると、警告を発している。

## 目的・方針
1972年10月に作成された内部文書『J・CARPニュース』によると、原理研究会の「第一回全国指導者研修会」で出された方針は以下の通りである。
- 基本方針 - 「毎年五百名の卒業生を出す。卒業後は全員十字軍へ」「一万二千名復帰。一人月一名復帰」「一年間で千二百名の教授復帰。百二十大学の総長への影響圏」「東大を中心とした自治会復帰。特に主要大学の自治会復帰」
- スローガン - 「人や社会に希望をあたえよう」[14]
- 基本方針 - 「教育が人を作り　人が未来を作る」
- 大学生が世界平和のビジョンを描き、自らの人生の使命を見出せるように真理探究の機会を提供。
- 平和思想の研究と実践を通して、大学生の倫理観と道徳観を高め、世界を愛する心を育む。
- 青少年の退廃と家庭崩壊をもたらす利己的個人主義を克服し、“ために生きる文化”を定着させ、平和な世界の実現に寄与。

## 組織

### 世界大学原理研究会
世界的にまとめているのは1984年11月に発足した「世界大学原理研究会」（W-CARP / World CARP /World Collegiate Association for the Research of Principles）で、公式ウェブサイトでは『W-CARP JAPANは、「志」をもった若者を育成し、輩出する人材育成団体』と説明している。
初代会長には文鮮明の長男で当時22歳だった文孝進が就任した。
世界80か国で活動。日本では70の大学にあるとされる。

### 全国大学連合原理研究会
日本においては1964年4月または1964年7月または1964年9月または1966年1月または1969年9月、統一教会の教祖、文鮮明が提唱する統一教会の教理“統一原理”を研究する団体として「全国大学連合原理研究会」 （Japan Carp 、略称・J-CARP ）が発足し、全国の各大学の学サークルである「原理研究会」が加盟している。
日本の統一教会においては、「原理研究会」という別組織ができたことで学生がそちらに取られ、人材の低下や男性信者の比率が落ちたため、1978年、教団内部に「学生部」が作られるようになった。

### アメリカ合衆国における原理研究会
アメリカでは 1971年暮れに統一教会が進出した後、1973年に原理研究会 (CARP) が設立され、若者の多くはこの原理研究会を通じて統一教会に入信した。

## 来歴
- 1964年4月[16]または1964年7月または1964年9月[13]または1966年1月[18]または1969年9月 - 統一原理を研究する団体として、日本において「全国大学連合原理研究会」 が発足。

- 1967年12月 - 教団信者2人が大分県内の滝壺で溺死、原理運動の修練活動中だったと見られる[22]。
- 1968年9月 - 「原理運動対策全国父母の会」は教団会長の久保木修己を刑事告訴した。告訴状によると、神奈川県厚木市に総工費7億円で「修練所」を建設すると称し、学生の親から寄付金を募ったが、募金終了後１年以上たっても着工せず、経理報告もしなかったため、寄付金詐欺であるとした[23]。
- 1970年8月 - 原理研の修練会に参加していた学生が、全身打撲による衰弱で死亡した。原理研の幹部らが不法に監禁し医師にも診察させなかったことが原因として、関係者7人が書類送検されている[24]。
- 1975年2月 - 中央大学4年の男子学生が福島駅で行き倒れ状態で発見され、精神に異常がみられたことから両親は精神科に入院させるに至った。この学生は1974年5月に教団に入信したとみられ、両親に朝鮮人参茶を買わせるなどの経済活動を行っていた[7]。
- 1975年3月 - 秋田県内の海岸で上智大学4年の男子学生(22)が溺死体で発見された。この学生は前年の12月に教団の修練会に参加後、発狂したとみられ、早稲田大学付近の路上を錯乱状態で徘徊していたところを警視庁戸塚警察署によって保護されていた。両親は男子学生を仙台市内の精神病院に入院させたが、「自分を置いて帰るのなら死ぬ」と訴えたため秋田の実家に帰らせたが、その後突然失踪し、約50日後に遺体で発見された[7]。
- 1975年4月 - 被害者団体「全国原理運動被害者父母の会」が発足する[25]。
- 1975年12月 - 被害者団体「全国原理運動被害者父母の会」が自民党議員全員に対し「原理運動即時禁止令要請」の請願書を送付する。この文章では「年間五万人以上の平和な家庭が崩壊するばかりでなく、数多くの精神錯乱、発狂者、自殺者などが続出する兇悪な新興宗教団体」とし、数多くの被害者家族の実態を挙げ、自民党に規制を訴えた[26]。
- 1976年 - フランスの「原理運動」パリ本部で手製の爆弾が爆発、教団関係者2人が重傷を負った。原理運動はフランス国内でも社会問題化しており、「子供を取り戻す会」が全国で3つもつくられていた[27]。
- 1976年 - 米国の移民局は、「原理運動」に関与する統一教会の信者約700人を不法滞在者として国外追放する手続きを指示した。これらの信者の多くは、日本人と韓国人で、連邦判事が「宣教師見習」としての資格を認めないと裁定していた[28]。
- 1977年 - 原理運動に反対する「原理被害者更生会」の顧問が男女2人に鉄パイプで襲撃される事件が発生。顧問は統一教会に一時入信した経験から、原理運動の被害者を社会復帰させる活動をしており、これまで約100人を更生させたと話していた。教団側は関与を否定[29]。
- 1977年 - 渋谷署は統一教会保安係の男（31）を傷害、暴行の疑いで逮捕した。男は、教団に入信した長男、長女と面会に来た「原理運動対策全国父母の会」のメンバーに対し、「不法侵入で110番するぞ。帰れ、帰れ」と恫喝し、二人を手をつかんで押し出し、壁に体を押し付けるなどの暴行を加えた。また、別の日に教団責任者に面会を求めてきた「父母の会」のメンバーにも暴行、全治5日のけがをさせた[30]。
- 1977年6月 - 早稲田大学で「在日韓国人政治犯救援会」が原理研究会と公開討論を行い、その中で原理研は、教団の活動が大韓民国中央情報部（KCIA）に好感を持たれていること、原理研が勧誘活動で入手した資料や写真がOBを通じて、KCIAに流出する可能性があることを認めている[31]。
- 1978年 - 青山学院大学で、原理研究会と対立する「反原理共闘」のメンバーら合わせて約20人で乱闘騒ぎが発生。1人が全治5日のけが[32]。
- 1982年 - 東京大学駒場北寮で、反原理運動サークル「文理研」の寮生3人がいる部屋に、約10人の男が乱入し殴る蹴るの暴行を加えた。駆けつけた警察官に対して、一部学生らがスクラムを組んで立ち入りを拒んだために、機動隊が出動し4人が公務執行妨害で逮捕された[33]。
- 1983年 - 徳島県で原理研に加入した娘を家に連れ帰った親を相手取って、原理研側が人身保護請求訴訟を提起した。徳島地裁は「娘の幸福を願った親の愛情に基づく正当な親権の行使」として請求を棄却している[34]。
- 1985年 - 創始者、文鮮明の長男、文孝進が世界大学原理研究会 (W-CARP) の世界会長に就任。
- 1988年12月 - 「原理研究会」の指示に従って就職した元信者が、理由もなく給料を天引きされ、1日あたり1100円の賃金しか支給されず、毎日15時間から21時間にわたる長時間労働も強いられ「タコ部屋同様の生活を強いられた」として、元勤務先の「セイロジャパン」に対して未払いの賃金や慰謝料を求める訴訟を東京地裁に提起した[35]。
- 1992年 - 文鮮明の三男、文顕進が世界大学原理研究会の世界会長に就任。
- 1999年 - 原理研の勧誘のために東京大学教養学部2年の男子学生（19）に信者であることを明かさずに接近した女子学生（20）が刃物で刺され、全治1か月の重傷を負う。事件以前、男子学生はストーカー行為を繰り返していたとされる[36]。
- 2000年10月26日から11月9日 - 「CARPアカデミー訪韓セミナー」を開催。
- 2001年 - 統一教会副会長（当時）の徳野英治 がワールドカープ・ジャパン (World CARP Japan) の会長に就任。
- 2002年 - 統一教会元教育局長の松波孝幸がワールドカープ・ジャパン会長に就任。
- 2006年 - 梶栗正義がワールドカープ・ジャパン会長に就任。
- 2008年 - 文亨進が「世界大学原理研究会」の世界会長に就任。梶栗正建がワールドカープ・ジャパン会長就任。
- 2012年 ‐ 小畑守男がワールドカープ・ジャパン会長就任
- 2014年 - 本山勝道がワールドカープ・ジャパン会長就任
- 2016年1月 - 勝共UNITEが国際勝共連合の下部組織「国際勝共連合大学生遊説隊UNITE」として、東大原理研の学生によって結成される
- 2021年2月 - 佐野忠国がワールドカープ・ジャパン会長就任(世界平和青年学生連合日本副会長(YSP-Japan)兼任)。

## 関連する主な事件

### 散弾空気銃問題
1968年秋頃から、原理運動の関係者の間で、韓国製の散弾空気銃が出回っていることが判明し、問題となった。この銃は全国の原理運動関係者に市販され、1969年2月1日までに793丁の所持申請が警察に出された。63丁は年齢などの問題で受理されなかったが、446丁は猟銃扱いで許可された。この空気銃は通常よりも威力が高く、散弾銃に近い性能をもっていることから、禁止の方向で検討が始められた。

### 川口記念セミナーハウス事件
1972年の川口大三郎事件に端を発した第3次早大闘争後、早稲田大学総長の村井資長は、リンチ被害者の母親を館長にした「川口記念セミナーハウス」の建設計画を原理研究会から提案され、主旨に賛同した村井夫妻は自身の伊豆の別荘を提供、被害者母に大学から払われた見舞金と原理研系の「早稲田学生新聞会」による街頭募金を原資に建設が進められ、1976年に完成したが、登記簿に統一教会の修練場とあるのを知り、驚いた村井が別荘地を売り払おうとしたところ、セミナーハウス建設委員会と妻の禎子の署名入りで建物と土地を統一教会に寄進する旨の「お願い書」の存在を知る。妻ともども騙されたと感じた村井は1978年にルポライターの茶本繁正らと「原理運動を憂慮する会」を結成し、その代表世話人となった。村井は一連の経緯を『週刊ポスト』で告発するも訴訟沙汰となった。

## 統一教会との関係

### 実体として一体、とする主張の根拠となるもの
- 文鮮明自身がアメリカ上院公聴会で「世界の人々を独裁主義から解放するため、私は国際勝共連合を設立し、更に大学に原理研究会をつくった」と証言している[13]。
- 統一教会公式サイトにおいても「人類のメシヤ、文鮮明師の業績」として「1966年1月10日 世界大学原理研究会 創設」の記載がある[40]。
- 世界大学原理研究会の初代会長には文鮮明の長男文孝進[15][13]が就任し、その後の会長も文鮮明の息子や統一教会の幹部ばかりである。
- 日本の全国大学連合原理研究会初代会長の太田洪量は1970年10月の合同結婚式に参加した[41]。『世界日報社』取締役も務めた[13]。
- 浅見定雄が入手した『信仰・理想・情熱━はばたく原研』と題する宣伝用のパンフレットには統一教会の教理解説書である『原理講論』はすべての原理研究会の会員が学ぶ基本テキストである旨が記されているという[42]。

### 別組織、とする主張の根拠となるもの
いずれも当事者である統一教会・原理研の主張。
- 1977年4月11日 - 東京法務局が統一教会の本部で、総務部長、公報企画部長に聴取した際に、統一教会側は「原理研究会は統一教会の下部組織ではなく、学生の自主的団体。百二十の大学に作られており、会員は約五千名。」、「年間三十億円ある資金はすべて信者の献金によるもの。」と説明した[43]
- 『ムーニズム』という統一教会の運動を意味する題名の雑誌を発行していた中で、統一教会の教えである「統一原理」に対する統一教会に反対する牧師による反論を掲載していた[44]。
- 2007年 - この時点においては「当法人とは別組織であり、それぞれ設立目的や趣旨、活動などが異なる団体です」[45]と説明している。
- 公式サイトでは、原理研究会が統一原理を利用していることに対し、『「統一原理」は、宗教法人「世界基督教統一神霊協会(略称：統一教会)」　の教理解説書でもありますが、W-CARP JAPANとは、別の団体です。W-CARP JAPANは、統一原理を理念とした「人材育成団体」であり、非営利組織です。』と説明している。

## 大学における活動
主な活動は教義である「統一原理」の学習である。
一般的にはボランティアで街の清掃や大学案内などの活動を行っている。また、大学によっては学生新聞の発行を行っている場合もある。近年では、これらに加え、SDGsを絡めた勧誘活動をしている。
医学生や看護学生に対しては「平和医学アカデミー」「医療奉仕団」などの海外派遣も行っている。

### 活動歴のあるCARP（原理研究会）

#### 旧帝国大学
- 東京大学の『東京大学CARP』原理新聞は『東大新報』
- 京都大学の『KYOTO CARP』原理新聞は『京大学生新聞』
- 北海道大学などの『北海道カープ』原理新聞は『北大学生新聞』
- 東北大学の『東北大CARP』原理新聞は『東北大学生新聞』（通称ナマ新聞）
- 名古屋大学の『名古屋大学CARP』原理新聞は『名大ジャーナル』
- 大阪大学の『阪大CARP』原理新聞は『大阪大学新聞』（横題字、通称ヨコ新聞）
- 九州大学の『九大CARP』[49]原理新聞は『九大学生新聞』

#### 在東京私立大学
- 早稲田大学の『ワセカープ（早稲田大学カープ）』原理新聞は『早稲田学生新聞』
- 慶應義塾大学の『慶應CARP』原理新聞は『慶応キャンパス新聞』
- 明治大学の『明治カープ』
- 立教大学の『立教大学CARP』
- 青山学院大学、明治大学、駒澤大学、國學院大学、立正大学、東京農業大学、神奈川大学などの『渋谷CARP』
- 中央大学、東京都立大学などの『八王子CARP（中大カープ）』
- 東京理科大学、法政大学、専修大学、日本大学、東洋大学などの『理科大CARP（飯田橋CARP）』

#### その他の国公立大学
- 岩手大学などの『岩手CARP』
- 山形大学の『山形CARP』原理新聞は『山形大学生新聞』
- 福島大学などの『福島CARP』
- 筑波大学、茨城大学などの『筑波CARP』原理新聞は『筑波ジャーナル』
- 宇都宮大学などの『栃木CARP』
- 群馬大学などの『群馬CARP』
- 埼玉大学の『埼玉大学CARP』原理新聞は『埼玉学生新聞』
- 千葉大学などの『千葉CARP』
- 新潟大学の『新潟カープ』
- 富山大学の『富山大学CARP』
- 金沢大学などの『金沢CARP』原理新聞は『金沢学生新聞』
- 福井大学などの『福井CARP』
- 静岡大学（浜松キャンパス）の『静岡CARP』
- 神戸大学、神戸市外国語大学、関西学院大学、甲南大学、兵庫医療大学などの『神戸CARP』
- 岡山大学などの『岡山CARP』原理新聞は『岡大ジャーナル』
- 広島大学などの『広大CARP』
- 愛媛大学、松山大学などの『愛媛CARP』
- 島根大学の『島根CARP』
- 鳥取大学の『鳥取CARP』原理新聞は『鳥取学生新聞』
- 山口大学の『山口CARP』
- 佐賀大学の『佐賀大CARP』
- 熊本大学の『熊大CARP』※2022年7月、twitterアカウント名を『熊大SDGS』に変更、原理新聞は『熊大学生新聞』

#### その他私立大学
- 名城大学、中京大学、岐阜大学(国立)などの『名成CARP』
- 関西大学の『関大CARP』
- 近畿大学、大阪商業大学などの『近畿CARP（東大阪CARP）』
- 広島市内の大学の『広島中央CARP』
- 福岡大学などの『福大CARP』

### 学生新聞
購読料や広告を集めて統一教会の資金源とすることが目的で発行されているため、新聞紙面には統一教会や文鮮明の名前は一切出てこない。各大学が発行する大学新聞（『○○大学新聞』）と名称が紛らわしく（『〇大学生新聞』）、統一教会と関係する新聞とは知らずに各大学の著名なOBがインタビューに登場してしまったり、日本弁護士連合会の宮崎誠会長（当時）がインタビューに応じてしまうなどトラブルを引き起こしている。
- 大阪大学の『大阪大学新聞』[52]（横題字、通称「ヨコ新聞」。正規の新聞は縦題字の『大阪大学新聞』）[3]
- 岡山大学の『岡大ジャーナル』[52][3]
- 金沢大学の『金沢学生新聞』[52][3]
- 岐阜大学の『岐阜学生新聞』[52]
- 九州大学の『九大学生新聞』[52]
- 京都大学の『京大学生新聞』[3][52]
- 熊本大学の『熊大学生新聞』[3]
- 慶應義塾大学の『慶應キャンパス新聞』[3][53]
- 神戸大学の『神戸学生新聞』[3][52]
- 埼玉大学の『埼玉学生新聞』[3]
- 静岡大学の『静岡大学新聞』[52]
- 千葉大学の『千葉大学生新聞』[52]
- 中央大学の『中央キャンパス』[52]
- 筑波大学の『筑波ジャーナル』[54][3][52]
- 東京大学の『東大新報』[3][52]
- 同志社大学の『同志社大学新聞』[52]
- 東北大学の『東北大学生新聞』。通称「生（なま）新聞」。東北大学が公認する正規の学生新聞は「東北大学新聞」である。[55][3][52]
- 鳥取大学の『鳥大学生新聞』[52][3]
- 名古屋大学の『名大ジャーナル』[3][52]
- 新潟大学の『新大キャンパス』[52][56]
- 日本大学の『日大学生新聞』[52][3][57]
- 広島大学の『広島大学新聞』[58][52]
- 北海道大学の『北大学生新聞』[52]
- 明治大学の『明治学生新聞』[52]
- 明治学院大学の『明治学院学生新聞』[52]
- 山形大学の『山形大学生新聞』[59][60][3]
- 山口大学の『山口大キャンパス』[52]
- 立教大学の『立教学生新聞』[52]
- 早稲田大学の『早稲田学生新聞』[52][3]

### 指導者セミナー
1973年に文鮮明の提唱で始まり、有名大学の3、4年生、大学院生を対象に、渡航費無料、滞在費無料でアメリカに招待し、アメリカ各地を渡り歩く間に「ムーニズム」「統一思想」を吹き込んでつながりをつけ、教授や高級官僚に送り込もうというものである。

### 類似団体
教師原理研究会 TARP（Teacher Association for the Research of Principles）は、教育関係の信者が所属する団体。2021年の研修会では200名以上が参加し、梶栗正義UPF-Japan議長が講話。性教育、ジェンダー、LGBTなど、様々なディスカッションが行われた。